# 強壯松多鰍
強壯松多鰍（學名：Sundoreonectes obesus）為輻鰭魚綱鯉形目條鰍科松多鰍屬的其中一種。分布於亞洲婆羅洲淡水流域，體長可達10公分，棲息在河川底層水域，生活習性不明。

## 扩展阅读
維基物種上的相關：強壯松多鰍